# Équipe du Maroc de football à la Coupe d'Afrique des nations 1998
L'équipe du Maroc de football participa à la Coupe d'Afrique des nations de football 1998, ce qui constitua sa huitième participation en Coupe d'Afrique des Nations. Pour cette édition, le Maroc fut éliminé en quart de finale, en inscrivant six buts et en encaissant trois buts.

## Résumé
Le Maroc se présente à la CAN 1998, en tant que l’un des seize nations représentées.

## Qualifications

### Tour final
Groupe 3
| R  | Équipe   | J | V | N | P | Buts | Diff. | Pts |
| -- | -------- | - | - | - | - | ---- | ----- | --- |
| 1. | Maroc    | 6 | 4 | 2 | 0 | 10:1 | +9    | 14  |
| 2. | Égypte   | 6 | 2 | 3 | 1 | 12:4 | +8    | 9   |
| 3. | Sénégal  | 6 | 2 | 2 | 2 | 5:6  | -1    | 8   |
| 4. | Éthiopie | 6 | 0 | 1 | 5 | 3:19 | -16   | 1   |

| 4 octobre 1996 | Égypte        | 1 – 1 | Maroc  | Stade Al Qahira Al Dawly, Le Caire |             |
|                | H. Hassan 90e |       | Bassir | Arbitrage :                        | Arbitrage : |

| 22 février 1997 | Sénégal | 0 – 0 | Maroc | Dakar |  |
|                 |         |       |       |       |  |

| 31 mai 1997 | Maroc                                               | 4 – 0 | Éthiopie | Complexe Moulay-Abdallah, Rabat |
|             | Chiba 8e · Bahja 18e · Naybet 34e · El Hadrioui 81e |       |          |                                 |

| 21 juin 1997 | Maroc      | 1 – 0 | Égypte | Complexe Moulay-Abdallah, Rabat |
|              | Bassir 78e |       |        |                                 |

| 13 juillet 1997 | Éthiopie | 0 – 1 | Maroc | Addis Abeba |
|                 | Bassir   |       |       |             |

| 27 juillet 1997 | Maroc                 | 3 – 0 | Sénégal | Complexe Moulay-Abdallah, Rabat |
|                 | Bassir 0e (2) · Chiba |       |         |                                 |

Le Maroc qualifié pour la CAN 1998.

### Buteurs lors des qualifications
5 buts
- Salaheddine Bassir

2 buts
- Said Chiba

1 but
- Ahmed Bahja
- Noureddine Naybet
- Abdelkrim El Hadrioui

## Phase finale

### Effectif
| Num.          | Pos. | Nom                           | Équipe                     | Équipe | Date de naissance (âge) | J. | Buts |   |   |   |
| ------------- | ---- | ----------------------------- | -------------------------- | ------ | ----------------------- | -- | ---- | - | - | - |
| 1             | GB   | Abelkader El Brazi            | FAR Rabat                  |        | 05.11.1964 (33 ans)     | 4  | 0    | 1 | 0 | 0 |
| 12            | GB   | Driss Benzekri                | Renaissance de Settat      |        | 31.12.1970 (27 ans)     | 0  | 0    | 0 | 0 | 0 |
| 22            | GB   | Driss El-Asmar                | Difaa El Jadida            |        | 04.12.1975 (22 ans)     | 0  | 0    | 0 | 0 | 0 |
| 2             | D    | Abdelilah Saber               | Sporting Clube de Portugal |        | 21.04.1974 (23 ans)     | 2  | 0    | 0 | 0 | 0 |
| 3             | D    | Abdelkrim El Hadrioui         | Benfica Lisbonne           |        | 06.03.1972 (25 ans)     | 4  | 0    | 1 | 0 | 0 |
| 4             | D    | Youssef Rossi                 | Stade rennais FC           |        | 28.06.1973 (24 ans)     | 3  | 0    | 2 | 0 | 0 |
| 5             | D    | Smahi Triki                   | Lausanne Sports            |        | 01.08.1967 (30 ans)     | 0  | 0    | 0 | 0 | 0 |
| 6             | D    | Noureddine Naybet (Capitaine) | Deportivo la Corogne       |        | 10.02.1970 (27 ans)     | 4  | 0    | 0 | 0 | 0 |
| 15            | D    | Lahcen Abrami                 | Wydad de Casablanca        |        | 31.12.1969 (28 ans)     | 3  | 0    | 0 | 0 | 0 |
| 7             | M    | Mustapha Hadji                | Deportivo La Corogne       |        | 16.11.1971 (26 ans)     | 4  | 1    | 0 | 0 | 0 |
| 8             | M    | Saïd Chiba                    | SD Compostela              |        | 18.09.1970 (27 ans)     | 4  | 2    | 0 | 0 | 0 |
| 16            | M    | Rachid Azzouzi                | SpVgg Greuther Fürth       |        | 10.01.1971 (27 ans)     | 3  | 0    | 0 | 0 | 0 |
| 17            | M    | Abdellatif Jrindou            | Raja Club Athletic         |        | 01.10.1974 (23 ans)     | 1  | 0    | 0 | 0 | 0 |
| 18            | M    | Youssef Chippo                | FC Porto                   |        | 10.05.1973 (24 ans)     | 4  | 0    | 0 | 0 | 0 |
| 20            | M    | Mustapha Khalif               | Raja Club Athletic         |        | 19.09.1964 (33 ans)     | 1  | 0    | 0 | 0 | 0 |
| 21            | M    | Tahar El Khalej               | Benfica Lisbonne           |        | 16.06.1968 (29 ans)     | 2  | 0    | 0 | 0 | 0 |
| 9             | A    | Youssef Fertout               | CF Belenenses              |        | 07.07.1970 (27 ans)     | 3  | 1    | 0 | 0 | 0 |
| 10            | A    | Abderrahim Ouakili            | TSV Munich 1860            |        | 11.12.1970 (27 ans)     | 4  | 0    | 0 | 0 | 0 |
| 11            | A    | Ali El Khattabi               | SC Heerenveen              |        | 17.01.1977 (21 ans)     | 3  | 1    | 1 | 0 | 0 |
| 13            | A    | Ahmed Bahja                   | Al-Ittihad                 |        | 21.12.1970 (27 ans)     | 4  | 1    | 1 | 0 | 0 |
| 14            | A    | Salaheddine Bassir            | Deportivo la Corogne       |        | 05.09.1972 (25 ans)     | 1  | 0    | 0 | 0 | 0 |
| 19            | A    | Abdeljalil Hadda              | Club africain              |        | 21.03.1972 (25 ans)     | 1  | 0    | 0 | 0 | 0 |
| Sélectionneur |      |                               |                            |        |                         |    |      |   |   |   |
|               |      | Henri Michel                  |                            |        | 28.10.1947 (50 ans)     |    | -    |   |   |   |

Avec les deux gardiens Driss Benzekri et Driss El-Asmar, Smahi Triki est le seul joueur à n'avoir disputé aucun match avec l'équipe du Maroc à la CAN 1998.

### Premier tour
Groupe D
| 9 février 1998 | Maroc     | 1 – 1 | Zambie       | Stade Municipal, Bobo-Dioulasso                       |                                                       |
| 18:15          | Bahja 37e |       | 87e Chilumba | Spectateurs : 10 000 Arbitrage : Abdul Rahman Al-Zeid | Spectateurs : 10 000 Arbitrage : Abdul Rahman Al-Zeid |

| 10 février 1998 | Égypte            | 2 – 0 | Mozambique | Stade Municipal, Bobo-Dioulasso                   |                                                   |
| 18:00           | H. Hassan 14e 44e |       |            | Spectateurs : 20 000 Arbitrage : Mamadouba Camara | Spectateurs : 20 000 Arbitrage : Mamadouba Camara |

| 13 février 1998 | Égypte                             | 4 – 0 | Zambie | Stade Municipal, Bobo-Dioulasso                    |                                                    |
| 17:00           | H. Hassan 34e 57e 71e · Radwan 80e |       |        | Spectateurs : 5 000 Arbitrage : Kim Milton Nielsen | Spectateurs : 5 000 Arbitrage : Kim Milton Nielsen |

| 13 février 1998 | Maroc                                     | 3 – 0 | Mozambique | Stade Municipal, Bobo-Dioulasso                    |                                                    |
| 20:00           | Chiba 39e · El Khattabi 40e · Fertout 82e |       |            | Spectateurs : 3 000 Arbitrage : Lucien Bouchardeau | Spectateurs : 3 000 Arbitrage : Lucien Bouchardeau |

| 17 février 1998 | Zambie                               | 3 – 1 | Mozambique  | Stade Municipal, Bobo-Dioulasso              |                                              |
| 16:00           | Kilambe 16e · Bwalya 43e · Tembo 73e |       | 57e Avelino | Spectateurs : 3 000 Arbitrage : Falla N'Doye | Spectateurs : 3 000 Arbitrage : Falla N'Doye |

| 17 février 1998 | Maroc     | 1 – 0 | Égypte | Stade Municipal, Ouagadougou                     |                                                  |
| 16:00           | Hadji 90e |       |        | Spectateurs : 500 Arbitrage : Kim Milton Nielsen | Spectateurs : 500 Arbitrage : Kim Milton Nielsen |

| Place | Club       | Pts | J | V | N | D | Buts + | Buts - | Diff. |
| 1er   | Maroc      | 7   | 3 | 2 | 1 | 0 | 5      | 1      | +4    |
| 2e    | Égypte     | 6   | 3 | 2 | 0 | 1 | 6      | 1      | +5    |
| 3e    | Zambie     | 4   | 3 | 1 | 1 | 1 | 4      | 6      | -2    |
| 4e    | Mozambique | 0   | 3 | 0 | 0 | 3 | 1      | 8      | -7    |

### Quarts de finale
| 22 février 1998 | Maroc     | 1 – 2 | Afrique du Sud            | Stade municipal, Ouagadougou                       |                                                    |
| 16:00           | Chiba 36e |       | 22e McCarthy · 79e Nyathi | Spectateurs : 2 000 Arbitrage : Lucien Bouchardeau | Spectateurs : 2 000 Arbitrage : Lucien Bouchardeau |

### Buteurs
2 buts
- Said Chiba

1 but
- Mustapha Hadji
- Ahmed Bahja
- Youssef Fertout
- Ali El Khattabi